# Papillon noir
Pour plus de détails, voir Fiche technique et Distribution.
Papillon noir est un téléfilm français de 2008 réalisé par Christian Faure. C'est un thriller psychologique écrit par Hervé Korian et primé au Festival du film de télévision de Luchon.
Il a été tourné en 2007 en plusieurs lieux : dans le Vercors, à Lyon, dans les Monts du Lyonnais et aussi dans la Dombes (Ain). Un remake cinéma est sorti en 2017, Black Butterfly, de Brian Goodman, avec Antonio Banderas et Jonathan Rhys Meyers, où l'histoire est transposée dans le Colorado.

## Synopsis
Un restaurant de bord de route au cœur des monts du Vercors. En fond sonore, la télé révèle la disparition d'une jeune femme, une de plus, la sixième dans la région. Richard va y rencontrer Jack, une première rencontre singulière ou Jack va tirer Richard d'un mauvais pas. En guise de remerciement, Richard lui propose de l'héberger en échange du défrichage de son jardin. Ce que Richard ne sait pas, c'est qu'il vient de faire entrer le loup dans la bergerie. 

## Fiche technique
Source : IMDb, sauf mention contraire
- Réalisateur : Christian Faure
- Scénariste : Hervé Korian
- Producteurs : Christophe Carmona, François Charlent, Isabel Trigo
- Musique du film : Charles Court
- Directeur de la photographie : Willy Stassen
- Montage : Jean-Daniel Fernandez-Qundez
- Distribution des rôles : Maguy Aimé
- Création des costumes : Fabio Perrone
- Coordinateur des cascades : Gilles Conseil
- Société de production : Little Big SAS, Rendez-Vous Production, TF1
- Pays d'origine : France
- Genre : Thriller
- Durée : 100 minutes
- Date de diffusion : 28 avril 2008 sur TF1

## Distribution
- Éric Cantona : Jack
- Stéphane Freiss : Richard
- Hélène de Fougerolles : Laura
- André Penvern : Le procureur
- Patrick Bruneton : Bernard / Le routier
- Pasquale d'Inca : Patron restaurant
- Micky Dedaj : Le livreur
- Lionel François : Homme-grenouille
- Anne-Lise Guillet : La mère
- Stéphane Kordylas : Le père
- Philippe Mangenot : Inspecteur Arnaud
- Valentin Martel : L'enfant
- Nina-Paloma Polly et Johan Zue : Les assistants de Laura